# 殺戮本性
《殺戮本性》（英語：The Killing Kind），是一部2023年的英國法律驚險電視劇，改編自愛爾蘭作家珍·凱西的驚慄小說《替身律師》，由喬納森·A·H·斯圖爾特和薩拉·海耶絲編劇，艾瑪·阿普爾頓、柯林·摩根、艾略特·巴恩斯-沃雷爾和奧利維亞·狄瑪主演。
該劇於2023年9月7日在Paramount+上首播。

## 劇情背景
該劇講述明星大律師英格麗利用骯髒手段為客户韋伯斯特贏下官司，卻反而令她與韋伯斯特的關係糾纏不清，加上恩師和好友突然遇害，懷疑一切都與韋伯斯特有關的英格麗急於找出真相，讓事業儘快重回正軌。

## 演員

### 主演
- 艾瑪·阿普爾頓 飾演 英格麗·路易斯（Ingrid Lewis）：知名大律師，曾為韋伯斯特辯護[1]。
- 柯林·摩根 飾演 約翰·韋伯斯特（John Webster）：英格麗的客人[1]。
- 艾略特·巴恩斯-沃雷爾（英语：Elliot Barnes-Worrell） 飾演 馬克·奧彭（Mark Orpen）：英格麗的前未婚夫[1]。
- 奧利維亞·狄瑪（英语：Olivia D'Lima） 飾演 蘇珊娜（Suzanne）：英格麗的好友[2]。
- 克爾·洛根（Kerr Logan） 飾演 路克·納什（Luke Nash）：偵緝警佐[1]。
- 莎拉·鮑威爾（英语：Sara Powell） 飾演 貝琳達·格雷（Belinda Grey）：英格麗的恩師，安格斯的妻子[1]。
- 尼可拉斯·羅爾（英语：Nicholas Rowe (actor)） 飾演 安格斯·格雷（Angus Grey）：英格麗所屬大律師行的主事人，貝琳達的丈夫[1]。
- 蘇菲·斯坦頓（英语：Sophie Stanton） 飾演 吉爾·溫斯坦利（Jill Winstanley）：偵緝警司。

### 常設
- 羅伯·賈維斯（英语：Rob Jarvis） 飾演 湯姆·馬丁斯（Tom Martins）：英格麗所屬大律師行的法律文員主管[1]。
- 貝瑟尼·繆爾（Bethany Muir） 飾 艾瑪·西頓（Emma Seaton）
- 理查·迪克森（Richard Dixon） 飾 彼得·史都華法官（Judge Peter Stuart）
- 查爾斯·弗內斯（Charles Furness） 飾 傑克·西頓（Jake Seaton）
- 史都華·福斯（Stuart Fox） 飾 丹尼·爾波爾（Daniel Pole）
- 尼亞姆·蓋亞（Niamh Gaia） 飾演 佛洛拉·保爾（Flora Pole）

## 集數
| 集數 | 標題      | 譯名   | 導演            | 編劇                                 | 上線日期     |
| ---- | --------- | ------ | --------------- | ------------------------------------ | ------------ |
| 1    | Episode 1 | 第一集 | 薩拉·海耶絲（Zara Hayes） | 薩拉·海耶絲、喬納森·A·H·斯圖爾特（Jonathan A.H. Stewart） | 2023年9月7日 |
| 2    | Episode 2 | 第二集 | 薩拉·海耶絲     | 薩拉·海耶絲、喬納森·A·H·斯圖爾特     | 2023年9月7日 |
| 3    | Episode 3 | 第三集 | 薩拉·海耶絲     | 薩拉·海耶絲、喬納森·A·H·斯圖爾特     | 2023年9月7日 |
| 4    | Episode 4 | 第四集 | 查恩雅·巴頓     | 薩拉·海耶絲、喬納森·A·H·斯圖爾特     | 2023年9月7日 |
| 5    | Episode 5 | 第五集 | 查恩雅·巴頓     | 薩拉·海耶絲、喬納森·A·H·斯圖爾特     | 2023年9月7日 |
| 6    | Episode 6 | 第六集 | 查恩雅·巴頓     | 薩拉·海耶絲、喬納森·A·H·斯圖爾特     | 2023年9月7日 |

## 製作

### 開發
2021年5月，Eleventh Hour Films在珍·凱西的律政驚慄小說《替身律師》（The Killing Kind）出版的同月購下版權。2022年12月，Paramount+為該劇的製作開綠燈，宣佈將會改編成一部六集電視劇，並由索尼影業電視取得該劇的發行權。喬納森·A·H·斯圖爾特（Jonathan A.H. Stewart）和薩拉·海耶絲（Zara Hayes）出任編劇，而原著作者凱西亦有參與製作，並與寶拉·卡迪（Paula Cuddy）、吉爾·格林（Jill Green）和夏娃·古鐵雷斯（Eve Gutierrez）一同出任執行製作人。2023年7月，該劇釋出前導預告。

### 選角
2023年1月，柯林·摩根、艾瑪·阿普爾頓、艾略特·巴恩斯-沃雷爾、羅伯·賈維斯和克爾·洛根（Kerr Logan）宣佈加入演出陣容，其中摩根和阿普爾頓將擔任領銜主演。同年8月，莎拉·鮑威爾 和尼可拉斯·羅爾宣佈參演。

### 拍攝
該劇的主體拍攝於2023年1月在布里斯托瓶場工作室開始，取景地點包括學院綠地、布里斯托座堂和克利弗頓學院。由於該劇設定於倫敦，部份寫有布里斯托的店鋪招牌和路牌被劇組遮蓋或替換成寫著倫敦的道具。劇組隨後移師到布里斯托的京士敦和貝德明斯特，又在同年2月到森麻實郡的布里安拍攝。劇組於同年3月到威爾斯的紐波特取景，又在翌月被媒體拍到於布里斯托和平紀念碑取景。劇組隨後移師到倫敦拍攝，並在同年6月殺青。

## 發行
該劇原定於2024年在Paramount+上首播，但最終在2023年8月25日宣佈調動檔期，改於同年9月7日首播。

## 註腳
1. ↑  該劇與小說的英語標題相同。

## 外部連結
- 互联网电影数据库（IMDb）上《殺戮本性》的资料（英文）
- 豆瓣电影上《殺戮本性》的資料 （简体中文）